# كانسر (أغنية ماي كيميكال رومانس)
«كانسر» (بالإنجليزية: Cancer)‏ أغنية لفرقة الروك الأمريكية "ماي كيميكال رومانس"، وهي الأغنية الثامنة من ألبوم الاستوديو الثالث للفرقة «ذا بلاك باريد» الذي صدر يوم 23 أكتوبر 2006.

## التأليف
كتبت النسخة الأصلية من الأغنية بسلم مي كبير، وسرعة إيقاعها هي 70 في الدقيقية. يمتد الغناء من مي رابعة إلى سي خامسة في الأغنية.

## الأعضاء المساهمون
- جيرارد واي – غناء رئيسي
- بوب برير – طبول، إيقاع
- فرانك إييرو – غيتار غير كهربائي، غناء خلفي
- راي تورو – غيتار بيس، غناء خلفي
- مايكي واي – دف صغير

مع
- روب كافالو – بيانو
- جيمي موهوبيراك – أورغان بي3

## نسخة توينتي ون بيلوتس
سجل الثنائي الأمربكي توينتي ون بيلوتس سنة 2016 نسخة مقلدة من أغنية «كانسر» لألبوم تجميعي أصدرته مجلة «روك ساوند» سنة 2016 تحت اسم «روك ساوند تقدم: ذا بلاك باريد». صدرت هذه النسخة يوم 14 شتنبر 2016.

### تأليف
كتبت نسخة توينتي ون بيلوتس من الأغنية بسلم ري كبير، وسرعة إيقاعها تتراوح بين 72 و 76 في الدقيقة. يمتد الغناء من ري 4 إلى صول 5 في الأغنية.

### فيديو موسيقي
يوم صدور الأغنية رفع فيديو موسيقي به كلمات الأغنية على قناة الفرقة على يوتوب. تظهر في الفيديو كتب ورفوف كبيرة في مكتبة. كان عدد مشاهدات الفيديو شهر أبريل 2018 يفوق 44 مليون مشاهدة.

### الأعضاء المساهمون
- تايلر جوزيف – غناء، بيانو، آلات مفاتيح، سنثسيزر، بيس، برمجة
- جوش دن – طبول، إيقاع

### أداء اللوائح
| اللائحة (2016)                                          | أعلى رتبة |
| ------------------------------------------------------- | --------- |
| استراليا (أريا تشارتس)                                  | 53        |
| كندا (كاناديان هوت 100)                                 | 75        |
| التشيك (سينغل ديجيتال توب 100)                          | 99        |
| نيوزيلندا هيتسيكرز (ريكورديد ميوزك إن زيت)              | 1         |
| سلوفاكيا (سينغل ديجيتال توب 100)                        | 96        |
| الأغاني المنفردة للمملكة المتحدة (شركة اللوائح الرسمية) | 93        |
| بيلبورد هوت 100 الولايات الأمريكية المتحدة              | 91        |
| هوت روك سونغز (بيلبورد) الولايات الأمريكية المتحدة      | 6         |

### لوائح نهاية السنة
| اللائحة (2016)                           | الرتبة |
| ---------------------------------------- | ------ |
| هوت روك سونغز (بيلبورد) الولايات المتحدة | 53     |